# Les Bêtises (roman)
Pour les articles homonymes, voir Les Bêtises.
Les Bêtises est un roman de Jacques Laurent publié le 7 décembre 1971 et ayant obtenu le prix Goncourt la même année.

## Histoire
L'œuvre est un « retour à la littérature » de son auteur, quinze ans après son dernier roman, Le Petit Canard (1954).
Il est récompensé du prix Goncourt 1971 au sixième tour de scrutin par cinq voix, en lice notamment contre Abraham de Brooklyn de Didier Decoin.

## Éditions
- Les Bêtises, éditions Grasset, 1971.